# Labirinto unicursale

Labirinto di tipo classico

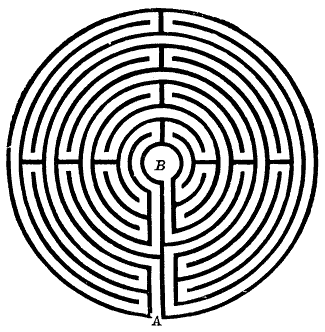
Labirinto di tipo medioevale

Il labirinto unicursale, labirinto univiario o pseudolabirinto è un particolare tipo di labirinto nel quale il percorso, seppur lungo e complicato, non ha false piste, né possibilità di errore.

## Il simbolo
Il labirinto classico è di tipo unicursale. Esso è un simbolo la cui origine è attualmente impossibile da collocare nel tempo e nello spazio.
A differenza del labirinto mitologico di Cnosso, dei moderni labirinti di siepi e del labirinto multicursale, il simbolo del labirinto è un segno, simile alla spirale, che delinea un unico percorso involuto che conduce inevitabilmente dall'esterno al suo centro e viceversa.
Il labirinto, come segno grafico, ha diverse varianti, tutte univiarie. La più comune, fin dalla preistoria, è il labirinto classico, composto da sette volute, o cerchi. Il percorso dall'esterno raggiunge subito la terza voluta, quindi viene deviato sulla prima e più esterna, per poi avvicinarsi progressivamente al centro. Il labirinto classico è quello più comune fino all'età classica, ed ha una variante simile, ma di forma quadrata.
Molto più complesso è il labirinto che nasce nel medioevo e che è appunto chiamato medioevale.

## Storia

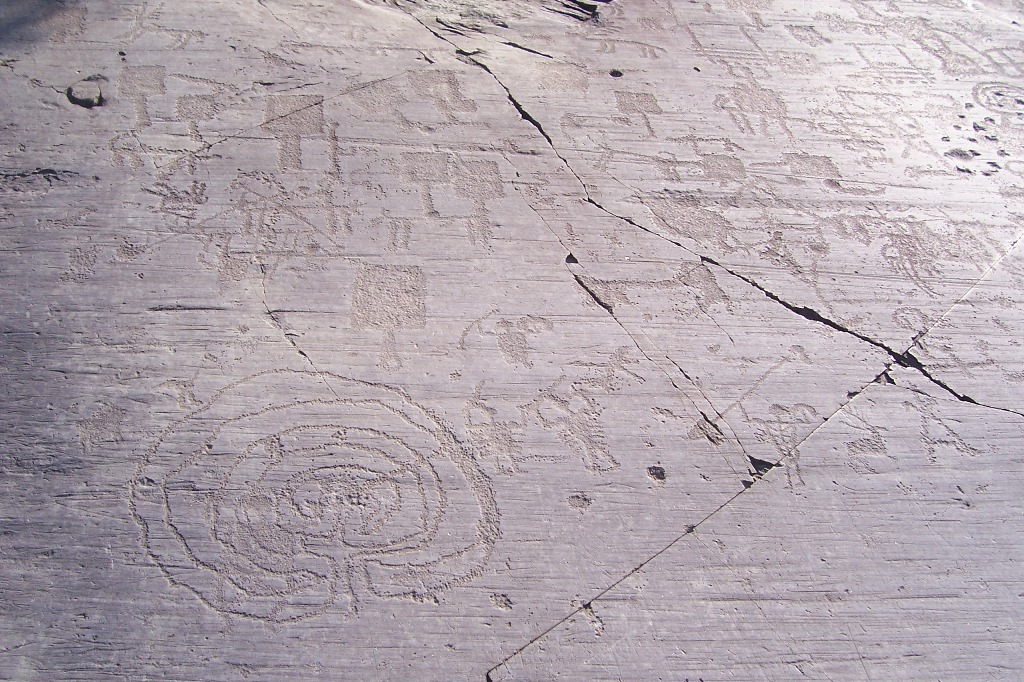
Incisione rupestre in Val Camonica, Lombardia

### Origini
Il labirinto classico è stato rinvenuto in numerose incisioni rupestri e alcune di esse sono state oggetto di datazioni tra loro molto contrastanti. I primi labirinti potrebbero difficilmente risalire al neolitico, più probabilmente all'età del bronzo. Tuttavia, siccome lo stesso simbolo era conosciuto già millenni, o almeno secoli prima di Cristo in quasi tutti i continenti, è ragionevole supporre che sia nato indipendentemente nello stesso periodo preistorico presso popoli diversi.
Antiche raffigurazioni del labirinto sono:
- Le incisioni rupestri ai comuni di Meis, Marín, Oia e il Rosal, in Galizia, Spagna
- L'incisione all'interno della Domus de Janas, detta Tomba del Labirinto Luzzanas, Benetutti, Sardegna
- Le incisioni rupestri di Naquane, Val Camonica, Lombardia
- L'immagine dipinta su una giara etrusca scoperta a Tragliatella, in Lazio
- La tavoletta rinvenuta nel palazzo di Nestore a Pilo, in Grecia

E fuori dall'Europa:
- L'incisione scoperta a Gordio, provincia di Ankara, Turchia
- L'incisione su roccia a Pansaimol, Goa, India
- Le incisioni rupestri dei nativi americani Hopi, in Arizona